# 재난안전관리본부장
재난안전관리본부장(災難安全管理本部長)은 안전 및 재난에 관한 정책의 수립·총괄·조정, 비상대비, 민방위 및 방재 기능을 수행하기 위해 행정안전부 장관을 보좌하는 차관급 직위이다. 중앙재난안전대책본부의 차장, 또는 총괄조정관을 겸한다.

## 역대 본부장

### 국민안전처 차관
| 정부        | 대수 | 이름           | 임기                              | 비고 |
| ----------- | ---- | -------------- | --------------------------------- | ---- |
| 박근혜 정부 | 초대 | 이성호(李聖浩) | 2014년 11월 19일 ~ 2017년 6월 6일 |      |
| 문재인 정부 | 2대  | 류희인(柳熙寅) | 2017년 6월 7일 ~ 2017년 7월 25일  |      |

### 재난안전관리본부장
| 정부        | 대수 | 이름           | 임기                              | 비고 |
| ----------- | ---- | -------------- | --------------------------------- | ---- |
| 문재인 정부 | 1대  | 류희인(柳熙寅) | 2017년 7월 26일 ~ 2019년 5월 23일 |      |
| 문재인 정부 | 2대  | 김계조(金桂助) | 2019년 5월 23일 ~ 2020년 11월 1일 |      |
| 문재인 정부 | 3대  | 김희겸(金憙謙) | 2020년 11월 2일 ~ 2021년 8월 5일  |      |
| 문재인 정부 | 4대  | 이승우(李承雨) | 2021년 8월 6일 ~ 2022년 5월 9일   |      |
| 윤석열 정부 | 5대  | 김성호(金星鎬) | 2022년 5월 10일 ~ 2023년 8월 22일 |      |
| 윤석열 정부 | 6대  | 이한경(李漢庚) | 2023년 8월 23일 ~ 2025년 6월 20일 |      |
| 이재명 정부 | 7대  | 김광용(金光龍) | 2025년 6월 20일 ~                 |      |

## 같이 보기
- 대한민국 행정안전부
- 중앙재난안전대책본부